# Twen-Police
Twen-Police  (im Original The Mod Squad) ist eine US-amerikanische Krimiserie, die zwischen 1968 und 1973 von Thomas-Spelling-Productions für ABC produziert wurde.

## Handlung
Nachdem er ein Auto gestohlen hatte, wurde der langhaarige rebellische Peter „Pete“ Cochran verhaftet und aus dem wohlhabenden Elternhaus in Beverly Hills geworfen – seine Strafe wurde zur Bewährung ausgesetzt. Der farbige Lincoln „Linc“ Hayes, der aus einer Familie mit 13 Kindern stammte, wurde während der Watts-Unruhen verhaftet, eine der längsten und gewalttätigsten Unruhen in Los Angeles. Blumenkind Julie Barnes, der „Kanarienvogel mit gebrochenem Flügel“, wurde wegen Landstreicherei verhaftet, nachdem sie vor ihrer prostituierten Mutter aus San Francisco geflohen war.
Captain Adam Greer, hart aber mitfühlend, nahm sich ihnen an und überzeugte sie, ein Team (engl. squad) zu bilden: er wurde ihr Mentor und eine Ersatzvaterfigur.
Greer rekrutierte drei rebellische, unzufriedene jugendliche Außenseiter und setzte sie als unbewaffnete verdeckte Ermittler ein, um sie so vor dem Gefängnis zu bewahren. „Die Zeiten ändern sich“, erklärte er, „[…] sie können an Orte gelangen, an die wir [die reguläre Polizei] nicht können.“
Die Gruppe reiste in Peters altem Kombi „Woody“: einem grünen Mercury 8 mit Holzverkleidung, der berühmt wurde, bis er in einem Feuer verbrannte, nachdem er während einer Verfolgungsjagd in der Folge Ein Fehler in der Rechnung in der Mitte der zweiten Staffel über eine Klippe stürzte.

## Hintergrund
Die Serie basierte lose auf den Erfahrungen des Schöpfers Bud „Buddy“ Ruskin, der in den späten 1950er-Jahren Leiter eines Teams junger Drogenfahnder war. Es dauerte fast zehn Jahre, bis sein Drehbuch von den ABC Television Studios genehmigt wurde. Die ausführenden Produzenten der Serie waren Aaron Spelling und Danny Thomas, Autoren neben Ruskin waren unter anderem Tony Barrett, Harve Bennett und Sammy Hess, Komponist war Billy May.
Mehr als ein Jahr vor der Veröffentlichung des Films Easy Rider war The Mod Squad einer der frühesten Versuche, sich mit der Gegenkultur auseinanderzusetzen. Bahnbrechend im Bereich sozial relevanter Dramen, behandelte die Serie Themen wie Abtreibung, häusliche Gewalt, Kindesmisshandlung, Analphabetismus, Slumlords, die Friedensbewegung, illegale Einwanderung, Polizeigewalt, Studentenproteste, Sexualerziehung, PTBS bei Veteranen des Vietnamkriegs, Rassismus, Sterbehilfe sowie Drogenhandel.
Spelling wollte, dass sich die Serie auf die Beziehungen der Figuren konzentriert, und versprach, dass das Team „niemals Kinder verhaften […] oder eine Waffe tragen oder benutzen würde.“ Ihre „Hippie-Persönlichkeiten“ würden es ihnen ermöglichen, sich den Kriminellen zu nähern, die sie untersuchten: Beispiele waren ihre Einsätze in einer Sekundarschule zur Aufklärung eines Mordes an einem Lehrer, bei der Suche nach einem Bombenleger und in einer Schauspielklasse zum Aufspüren eines Würgers, der blonde Schauspielerinnen verfolgte.
Unter den Gaststars der Serie waren unter anderem Desi Arnaz Jr., Ed Asner, René Auberjonois, Jim Backus, Joe Don Baker, Tom Bosley, Victor Buono, David Cassidy, Jack Cassidy, Tyne Daly, Sammy Davis Jr., Tony Dow, Richard Dreyfuss, Sam Elliott, Harrison Ford, Meg Foster, Anthony Geary, Louis Gossett Jr., Lee Grant, Andy Griffith, Clint Howard, Rodolfo Hoyos Jr., Spellings Ex-Frau Carolyn Jones, Fernando Lamas, Cleavon Little, Barbara McNair, Leslie Nielsen, Stefanie Powers, Vincent Price, Richard Pryor, Robert Reed, Sugar Ray Robinson, Cesar Romero, Marion Ross, Martin Sheen, Bobby Sherman, Vic Tayback, Danny Thomas (Co-Produzent der Serie), Daniel J. Travanti, Jo Van Fleet, Fritz Weaver, Billy Dee Williams und William Windom. Einige der genannten standen damals am Beginn ihrer Karriere.
Der Begriff „Mod Squad“ wurde bereits im Vorjahr in der sechzehnten Folge von Dragnet 1967, „The Big Kids“, eingeführt. Dort bezeichnete er einen Club von High-School-Schülern, die Waren im Wert von mindestens 20 US-Dollar stehlen mussten, um Mitglied zu werden.

## Veröffentlichung
Ein Fernsehpilot wurde 1968 mit einer Laufzeit von 74 Minuten gedreht. Dieser wurde jedoch nie vollständig ausgestrahlt, sondern gekürzt als erste Folge der Serie. Die ungeschnittene Version ist in der später erschienenen DVD-Veröffentlichung als Auftaktfolge mit dem Titel „The Teeth of the Barracuda“ enthalten.
In den Vereinigten Staaten wurden insgesamt 124 Folgen in fünf Staffeln vom 24. September 1968 bis 1. März 1973 auf ABC ausgestrahlt. Zunächst dienstags am Vorabend zusammen mit der Lawrence Welk Show, in der letzten Staffel dann donnerstags am Abend, was zu einem Quotenrückgang führte.
Nach dem Ende der Fernsehserie wurde am 18. Mai 1979 ein Fernsehfilm mit dem Titel The Return of the Mod Squad auf ABC gesendet, in dem die Originalbesetzung noch einmal zu sehen ist, neben Tom Bosley als Antagonist in einer Nebenrolle – dieser war bereits in einer Gastrolle in einer Folge der Serie zu sehen.
Im Jahr 1999 brachte Metro-Goldwyn-Mayer den Film Mod Squad – Cops auf Zeit in die Kinos. Im Film übernahmen Giovanni Ribisi, Omar Epps, Claire Danes und Dennis Farina die Rollen von Cole, Williams III, Lipton und Andrews. Zwei der vier Hauptdarsteller der Originalserie waren in Cameo-Auftritten zu sehen: Clarence Williams III verkörperte Lincs Großvater und Peggy Lipton die Tante von Julie.
Im deutschen Sprachraum wurde nur 18 Folgen der ersten zwei Staffeln freitags im Vorabendprogramm der ARD gezeigt. Sie wurden dabei in geänderter Reihenfolge und nach keinem festen Sendeschema vom 31. Juli 1970 bis 16. April 1971 ausgestrahlt.
| Folge | Erstausstrahlung (USA) | Titel                               | Erstausstrahlung (DE) | Deutscher Titel                     |
| ----- | ---------------------- | ----------------------------------- | --------------------- | ----------------------------------- |
| 1.06  | 12. November 1968      | A Time to Love – A Time to Cry      | 6. November 1970      | Nacht ohne Erinnerung               |
| 1.07  | 19. November 1968      | Find Tara Chapman!                  | 9. Oktober 1970       | Wo ist Tara Chapman?                |
| 1.08  | 26. November 1968      | The Price of Terror                 | 8. Januar 1971        | Der Feind im Dunkel                 |
| 1.09  | 3. Dezember 1968       | A Quiet Weekend in the Country      | 11. September 1970    | Ein gefährliches Wochenende         |
| 1.13  | 7. Januar 1969         | The Sunday Drivers                  | 14. August 1970       | Mord in Las Vegas                   |
| 1.16  | 29. Januar 1969        | Shell Game                          | 23. Oktober 1970      | Ein Fall für Julie                  |
| 1.19  | 18. Februar 1969       | The Uptight Town                    | 25. September 1970    | Die Spur führt nach Millers Springs |
| 1.21  | 11. März 1969          | A Run for the Money                 | 31. Juli 1970         | Das Versteck                        |
| 1.22  | 18. März 1969          | Child of Sorrow, Child of Light     | 28. August 1970       | Das Haus in der Bliss Street        |
| 2.02  | 30. September 1969     | My Name Is Manolete                 | 18. Dezember 1970     | Ich heiße Manolete                  |
| 2.03  | 7. Oktober 1969        | An Eye for an Eye                   | 20. November 1970     | Greer in eigener Sache              |
| 2.04  | 10. Oktober 1969       | Ride the Man Down                   | 4. Dezember 1970      | Die Tote im Canyon                  |
| 2.09  | 25. November 1969      | The Death of Wild Bill Hannachek    | 19. März 1971         | Ein Fehler in der Rechnung          |
| 2.14  | 30. Dezember 1969      | The Debt                            | 5. März 1971          | Eine alte Rechnung                  |
| 2.15  | 6. Januar 1970         | Sweet Child of Terror               | 2. April 1971         | Ein Cowboy aus Chicago              |
| 2.19  | 10. Februar 1970       | Survival House                      | 16. April 1971        | Der letzte Trip                     |
| 2.25  | 31. März 1970          | Should Auld Acquaintance Be Forgot! | 5. Februar 1971       | Der Lippenstiftmörder               |
| 2.26  | 7. April 1970          | The Loser                           | 22. Januar 1971       | Fahrerflucht                        |

In den Jahren 2007 bis 2009 wurden die erste und zweite Staffel in den Vereinigten Staaten und Kanada auf DVD-Video veröffentlicht, die dritte bis fünfte Staffel erschien im Jahr 2013. Außerdem wurde die komplette Serie mit allen 124 Folgen am 12. November 2013 in einer Gesamtausgabe als DVD-Sammlung veröffentlicht.

## Rezeption
Ein Kritiker beschrieb The Mod Squad („Ein Schwarzer, ein Weißer, eine Blonde“) als „die coolsten und ersten jungen Undercover-Cops im Fernsehen.“ Jede dieser Figuren verkörperte die Hauptängste der Mainstream-Kultur gegenüber der Jugend dieser Ära.
Die von Linc oft verwendeten Ausdrücke „solid“ und „keep the faith“ gehörten zum zeitgenössischen Jargon der Jugendsprache, darunter auch „pad“, „dig it“ und „groovy“.

Die Serien Raumschiff Enterprise, Tennisschläger und Kanonen, Die Bill Cosby Show, Room 222, Mannix, Kobra, übernehmen Sie, Julia, The Flip Wilson Show und schließlich Twen-Police gehörten zu den ersten Formaten im US-amerikanischen Fernsehen, in denen Afroamerikaner in Hauptrollen auftraten und nicht in stereotypen Rollen, wie noch bis Mitte der 1960er-Jahre in Serien wie Amos ’n’ Andy oder Beulah. In einer Folge von Twen-Police sollte es zwischen Linc und Julie zu einem „freundschaftlichen Kuss“ kommen. Das Studio fürchtete eine negative öffentliche Reaktion und bat Spelling, die Szene zu streichen:

„‘Das kannst du nicht machen,’ wurde mir gesagt. ‘Du kannst keinen schwarzen Mann eine weiße Frau küssen lassen.’ Ich setzte mich durch und ABC stimmte zu, die Szene beizubehalten. Aber sie warnten mich, dass ich Tausende von Beschwerdebriefen erhalten würde. Ich bekam keinen einzigen.“

Die Gegenkultur-Polizeiserie erhielt sechs Emmy-Nominierungen und fünf Nominierungen für den Golden Globe Award, davon gewann Peggy Lipton einen der Preise. Außerdem erhielt die Serie einen Award der Directors Guild of America und vier Logie Awards. 1970 wurde das Drehbuch der Folge In This Corner … Sol Alpert von Rita Lakin und Harve Bennett für den Edgar Award der Mystery Writers of America in der Kategorie „Best Mystery Teleplay“ nominiert, verlor aber gegen den Fernsehfilm Daughter of the Mind. 1997 wurde die Folge Mother of Sorrow aus dem Jahr 1970 auf Platz 95 der 100 besten Folgen aller Zeiten von TV Guide gewählt.
1990 hatte Williams eine Gastrolle in David Lynchs Mystery-Fernsehserie Twin Peaks, in der Lipton eine feste Rolle hatte. In zwei Folgen der Serie teilten die beiden kurze Szenen.

## Synchronisation
| Darsteller        | Synchronsprecher | Rollenname           |
| ----------------- | ---------------- | -------------------- |
| Michael Cole      | Wolfgang Condrus | Peter „Pete“ Cochran |
| Clarence Williams | Fred Maire       | Lincoln „Linc“ Hayes |
| Peggy Lipton      | Karin Buchholz   | Julie Barnes         |
| Tige Andrews      | Edgar Ott        | Captain Adam Greer   |

Die Synchrondatenbank Sprecherdatei.de gibt als Synchronstimme des Schauspielers Michael Cole in seiner Rolle als Peter Cochran, neben Wolfgang Condrus, auch den Schauspieler und Synchronsprecher Andreas Conrad an, nicht zu verwechseln mit dem Opernsänger des gleichen Namens.